# 辛詹 (图塔克)
辛詹是土耳其阿勒省图塔克县下辖的一个村。距离阿勒市45公里，距离县城5公里。全村经济以农业和畜牧业为主。2014年人口为269人。村里设有饮用水网络，但没有污水处理系统，也没有村卫生站。